# Köpenhamns amt

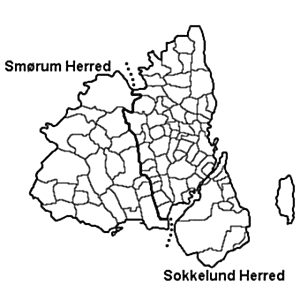
Karta över Köpenhamns amt med dess indelning i härader och socknar (före kommunreformen 1970).

Köpenhamns amt (danska: Københavns Amt) var ett amt i östra Danmark. Amtet omfattade ett område på den mellersta delen av östra Själland, kring huvudstaden Köpenhamn, inklusive öarna Amager och Saltholm. Köpenhamns och Frederiksbergs kommuner ingick dock inte i amtet.

## Administrativ historik
Köpenhamns amt bildades när Danmarks län ersattes av amt 1662 och ersatte då det dåvarande slottslänet Köpenhamns län.
1800 fördes den östra delen av Ølstykke härad (Farums, Ganløse och Slagslunde socknar) över från Köpenhamns amt till Frederiksborgs amt.
Mellan 1808 och 1970 omfattade Köpenhamns amt även området motsvarande dåvarande Roskilde amt. Amtet var då från och med 1842 indelat i två amtsrådskretsar (amtskommuner), Köpenhamns amtsrådskrets respektive Roskilde amtsrådskrets, samt vid sidan av dessa den fristående kommunen Frederiksberg. Köpenhamns amtsrådskrets omfattade Smørums och Sokkelunds härader, inklusive ön Amager. Inom dess område låg alla Köpenhamns förorter. Roskilde amtsrådskrets omfattade bland annat de båda städerna Roskilde och Køge.
I samband med kommunreformen 1970 bröts större delen av Roskilde amtsrådskrets ut ur Köpenhamns amt för att på nytt bilda Roskilde amt. Mindre delar av den gamla amtsrådskretsen förblev dock inom Köpenhamns amt, som därmed fick en något större omfattning jämfört med hur det varit före 1808.
Sedan den 1 januari 2007 är området en del av Region Hovedstaden.

## Kommuner
Köpenhamns amt bestod mellan 1970 och 2006 av 18 kommuner:
| - Albertslunds kommun - Ballerups kommun - Brøndby kommun - Dragørs kommun - Gentofte kommun - Gladsaxe kommun - Glostrups kommun - Herlevs kommun - Hvidovre kommun | - Høje-Tåstrups kommun - Ishøjs kommun - Ledøje-Smørums kommun - Lyngby-Tårbæks kommun - Rødovre kommun - Søllerøds kommun - Tårnby kommun - Vallensbæks kommun - Værløse kommun |

## Härader
Köpenhamns amt mellan 1800 och 1808 samt Köpenhamns amtsrådskrets mellan 1842 och 1970 omfattade två härader:
- Smørums härad
- Sokkelunds härad